# Василевка (Петропавловский район)
Василевка (укр. Василівка) — село в Украинском сельском совете Петропавловского района Днепропетровской области, Украина.
Код КОАТУУ — 1223886002. Население по переписи 2001 года составляло 51 человек. По состоянию на 2020 год проживающих в селе нет. 

## Географическое положение
Село Василевка находится на расстоянии в 1,5 км от села Веремиевка.
По селу протекает пересыхающий ручей с запрудами.